# Juliette Schoppmann
Juliette Schoppmann, née le 18 mars 1980 à Stade en Allemagne, est une chanteuse allemande.

## Biographie
Juliette a également signé un contrat avec BMG, mais contrairement aux attentes du public, elle a refusé de travailler avec Dieter Bohlen. Juliette place trois singles indépendants (dont les deux entrées du Top 10) et un album solo, qui a finalement fait ses débuts en 2004.
En raison de la faiblesse des ventes, BMG son passé peu de temps après les débuts de l'album.[pas clair] Elle travaillerait sur un retour actuellement.[pas clair]
Elle a une courte relation avec la membre du groupe No Angels Ludmilla Diakovska.

## Discographie

### Albums
- Unique (2003) #15 GER

### Singles
| Année | Titre             | Chart Positions | Album  |
| Année | Titre             | GER Singles     | Album  |
| ----- | ----------------- | --------------- | ------ |
| 2003  | "Calling You"     | #10             | Unique |
| 2003  | "Only Uh Uh ..."  | #60             | Unique |
| 2004  | "I Still Believe" | #9              | Unique |